# Víktor Mitru
Víktor Mitru –en griego, Βίκτωρ Μήτρου– (Vlorë, Albania, 24 de junio de 1973) es un deportista griego de origen albanés que compitió en halterofilia.
Participó en los Juegos Olímpicos de Sídney 2000, obteniendo una medalla de plata en la categoría de 77 kg. Ganó dos medallas en el Campeonato Mundial de Halterofilia, plata en 1999 y bronce en 1995, y una medalla de bronce en el Campeonato Europeo de Halterofilia de 1996.

## Palmarés internacional
| Representando a Grecia |                     |                   |           |
| Juegos Olímpicos       |                     |                   |           |
| Año                    | Lugar               | Medalla           | Categoría |
| 2000                   | Sídney (Australia)  | Medalla de plata  | 77 kg     |
| Campeonato Mundial     |                     |                   |           |
| Año                    | Lugar               | Medalla           | Categoría |
| 1995                   | Cantón (China)      | Medalla de bronce | 76 kg     |
| 1999                   | Atenas (Grecia)     | Medalla de plata  | 77 kg     |
| Campeonato Europeo     |                     |                   |           |
| Año                    | Lugar               | Medalla           | Categoría |
| 1996                   | Stavanger (Polonia) | Medalla de bronce | 76 kg     |